# Mecothrix denauxi
Mecothrix denauxi is een vlinder uit de familie van de visstaartjes (Nolidae). Deze soort is voor het eerst wetenschappelijk beschreven als Nola denauxi door Georges Orhant in een publicatie uit 2003.
De soort komt voor in Mauritius en Réunion.